# Ленточный фундамент
Ле́нточный фундамент представляет собой замкнутый контур из бетонных, чаще железобетонных, элементов возводимый под всеми несущими стенами здания и передающий подлежащему грунту нагрузку от здания.
Ленточный фундамент позволяет возводить на своем основании различные строения: от деревянных до монолитных домов. При этом использовать намного меньшее количество строительных материалов, и проводить меньшее количество земляных работ в сравнении с плитным монолитным железобетонным фундаментом (и в конечном итоге, заметно снижает стоимость всего фундамента), что делает ленточный фундамент самым популярным видом основания при строительстве загородных домов и дач.
Устройство ленточного фундамента производится на песчано-гравийную подушку, которая сверху покрывается гидроизоляцией во избежание её размытия грунтовыми водами. Если вес возводимого здания небольшой, например небольшой деревянный дом, то устройством подушки из песка и гравия можно пренебречь.

## Классификация
По способу устройства выделяют несколько видов ленточного фундамента:
- Монолитный
- Сборный (сборный блочный, сборный панельный, из панелей и блоков)

Устройство монолитного ленточного фундамента предполагает вязку арматурного каркаса и заливку его бетоном на самом строительном объекте, за счёт чего и достигается целостность, или неразрывность — монолитность основания фундамента.
Сборный ленточный фундамент (так же как и в случае с железобетоном) предполагает крепление между собой железобетонных блоков. Данное крепление выполняется посредством цемента с использованием армирования.
По глубине заложения:
- Малозаглубленный
- Заглубленный

## Конструкция
Выбор глубины заложения фундамента зависит от несущей способности почвы и предполагаемых проектных нагрузок на него. Например, для того, чтобы поставить деревянный дом, устройство фундамента не должно быть глубоким, а в случае возведения тяжелого монолитного дома будет целесообразным устройство его фундамента, опирающегося на более плотные слои грунта. 
Снизить воздействие сил морозного пучения на малозаглубленный ленточный фундамент можно при помощи утепления самого фундамента и грунта вокруг здания. Первый в мире утепленный фундамент был построен американским архитектором Фрэнком Ллойдом Райтом в Чикаго (США) в 1930-х годах. Технология утеплённого малозаглубленного фундамента для холодных регионов была разработана в Швеции и Норвегии в 1950-70-х годах. Итогом разработок стал норвежский проект Норвежского Королевского совета по научным и промышленным исследованиям «Мороз и Грунт» (“Frost og Jord”) , результаты которого начали публиковаться в 1976-78 гг. в виде рекомендаций по технологиям малозаглубленных утеплённых фундаментов для строительства частных домов. В настоящее время исследования по воздействию мороза на грунты в Норвегии продолжаются и их результаты периодически публикуются норвежским комитетом «Мороз и Грунт» (2005, 2007 гг.). Технология утепления малозаглубленных фундаментов одобрена для холодных регионов с положительными среднегодовыми температурами (СГТ), таких как, например, Аляска (СГТ +2 °С). Для сравнения, в Санкт Петербурге среднегодовая температура составляет +5 °С, в Москве +5,8 °С Технология утепленных малозаглубленных ленточных фундаментов не применима только на территориях со среднегодовой температурой ниже 0 °С, при строительстве малозаглубленных ленточных фундаментов на вечной мерзлоте.
Сборный фундамент, также как и монолитный, позволяет выполнить устройство цокольного этажа либо подвала. В случае наличия подвала верхние слои грунта, находящиеся внутри фундамента, между его стен, снимаются. И соответственно, если подвал этаж не планируется — грунт можно не трогать, и таким образом сократить количество земляных работ.
Для того, чтобы избежать чрезмерного давления веса строения на фундамент, ширина его стенок должна быть толще стен возводимого здания. Если несущей способности грунта под строением недостаточно, то фундамент делают расширяющимся к основанию. То есть его поперечное сечение выглядит в виде трапеции, расходящейся к основанию. Также возможно и устройство ленточного фундамента с поперечным сечением в виде прямоугольника.
Фундамент испытывает поперечные и продольные нагрузки. В случае с ленточным фундаментом избежать поперечных нагрузок достаточно просто. Для этого принимается высота фундамента больше его ширины, что позволит заметно снизить количество поперечных нагрузок и избежать поперечной деформации фундамента. Именно это и обуславливает возможность использования в арматурном каркасе ленточного фундамента в качестве поперечной арматуры — гладкую арматуру.
Вся конструкция ленточного фундамента испытывает на себе в основном продольные нагрузки. Они связаны с неравномерной нагрузкой здания на основание и силами выпучивания почвы. Поэтому продольная арматура в стальном каркасе фундамента должна быть ребристой (с переменным поперечным сечением), которая обеспечивает лучшее сцепление стали с бетоном и позволяет выдерживать более серьёзные нагрузки. Слабым местом в ленточном фундаменте являются его углы. Они больше всего подвержены сколам, разломам и другим видам деформации. Поэтому армирование углов должно быть выполнено с максимальной тщательностью.